# Follow
«Follow»  — сингл южнокорейского хип-хоп бой-бэнда Monsta X, выпущенный 28 октября 2019 года на лейблах Starship Entertainment и Kakao M

## Выпуск и продвижение
Композиция вошла в седьмой мини-альбом группы Follow: Find You 28 октября 2019 года, в этот же день вышла экранизация в виде клипа. После выхода сингла, группа начала продвигаться на корейских музыкальных шоу, но 31 октября группу покинул Вонхо, группа начала продвигаться в составе шести человек. 5 ноября группа одержала победу на The Show, а 7 ноября на M Countdown.  
15 апреля 2020 года трек был выпущен на японском языке вместе с синглом «Wish on the Same Sky». Вонхо уже не участвовал в записи сингла, его партии были заменены вокалом Кихёна.

## Жанр и тематика песни
«Follow» является «мощным» и танцевальным треком с элементами EDM и брейкдауна вдохновленный мумбатоном. Композиция также контрастирует с предыдущим более мягким и «грустным» по звучанию синглом группы «Find You», в двоих них повествуется о воссоединение с кем-то, кто был потерян ранее. В припеве используется корейский традиционный инструмент тэпёнсо, а в куплетах присутствуют рэп-партии Чжухона и Чангюна.

## Видеоклип
Клип контрастирует с предыдущими экранизациями группы «Dramarama» и «Find You». «Dramarama» экранизирует то, как участники группы перемещаются в разные года с помощью часов. В следующем же клипе «Find You» участник группы Хёнвон вместе со своими родителями попадают в аварию, в ходе которой родители погибают, после чего он берёт часы отца и перемещается во времени. В нынешнем клипе присутствуют отсылки на сюжетную линию предыдущих двух клипов. В экранизации позади Хёнвона крутится ореол, а другие участники группы стоят на циферблате, их тени составляют стрелки. В начале клипа показывается мембер группы Шону поднимающийся по мраморной лестнице к золотому кругу, а в конце остальные участники бой-бэнда поднимаются к нему, сделавший это.

## Восприятие

### Коммерческий успех
«Follow» дебютировал на пятом месте в World Digital Songs, а также в Japan Hot 100 Billboard на 68 месте. В Америке сингл был продан тиражом тысячу цифровых копий.

### Реакция критиков
Руби С из NME в своём списке «Каждая песня MONSTA X ранжирована в порядке возрастания» поставил композицию на 60 место и отметил, что самая запоминающая часть в песне это рэп-партия, где Чжухон и Чангюн повторяют «Tiki-Taka». Тейлор Глэсби добавил песню в список для Dazed «20 лучших k-pop песен 2019 года» на 17 место и написал: «Monsta X всегда шли немного против течения, и сейчас, если вы не поспеваете за ними, значит, вы просто многое упускаете». Натали Морен для Refinery29 добавила сингл в список «Лучшие K-pop песни  2019 года» на 23 место, написав, что она является одной из лучших работ, упоминая сингл из альбома «Monsta Truck» и англоязычную песню из альбома All About Luv «Someone’s Someone», продолжая она пишет, что песня «смелая, далёкая, ближневосточная» и является «кузеном» другого сингла «Hero» группы из альбома Rush, говоря про песню, она пишет, что сингл «находит баланс между риском и безошибочным звучанием самих себя».

## Список композиций
| №  | Название | Текст песни                        | Музыка                                                            | Длительность |
| -- | -------- | ---------------------------------- | ----------------------------------------------------------------- | ------------ |
| 1. | «Follow» | Brother Su, Со Джи-Ым, Чжухон, I.M | Brother Su, Вилли Уикс, Кайлер Нико, Андреас Оберг, Скайлар Монес | 3:33         |

| №                   | Название                | Текст песни                                      | Музыка                                                            | Длительность |
| ------------------- | ----------------------- | ------------------------------------------------ | ----------------------------------------------------------------- | ------------ |
| 1.                  | «Wish on the same sky»  | YVES & ADAMS                                     | Шон Майкл Александр, Фил Шван, Райан Скотт                        | 3:48         |
| 2.                  | «Follow (Japanese Ver)» | Brother Su, Со Джи-Ым, Чжухон, I.M, YVES & ADAMS | Brother Su, Вилли Уикс, Кайлер Нико, Андреас Оберг, Скайлар Монес | 3:33         |
| Общая длительность: | Общая длительность:     | Общая длительность:                              | Общая длительность:                                               | 7:21         |

## Награды
| Награды на музыкальных шоу | Награды на музыкальных шоу | Награды на музыкальных шоу | Награды на музыкальных шоу |
| Программа                  | Телеканал                  | Дата получения             | Прим.                      |
| -------------------------- | -------------------------- | -------------------------- | -------------------------- |
| The Show                   | SBS MTV[en]                | 5 ноября 2019              | [ 3 ]                      |
| M Countdown                | Mnet                       | 7 ноября 2019              | [ 4 ]                      |

## История релиза
| Дата            | Территория | Лейбл                           | Формат               |
| --------------- | ---------- | ------------------------------- | -------------------- |
| 28 октября 2019 | Мир        | Starship Entertainment, Kakao M | Цифровая дистрибуция |
| 15 апреля 2020  | Япония     | Universal Music Japan           | Компакт-диск         |